# Papagayo

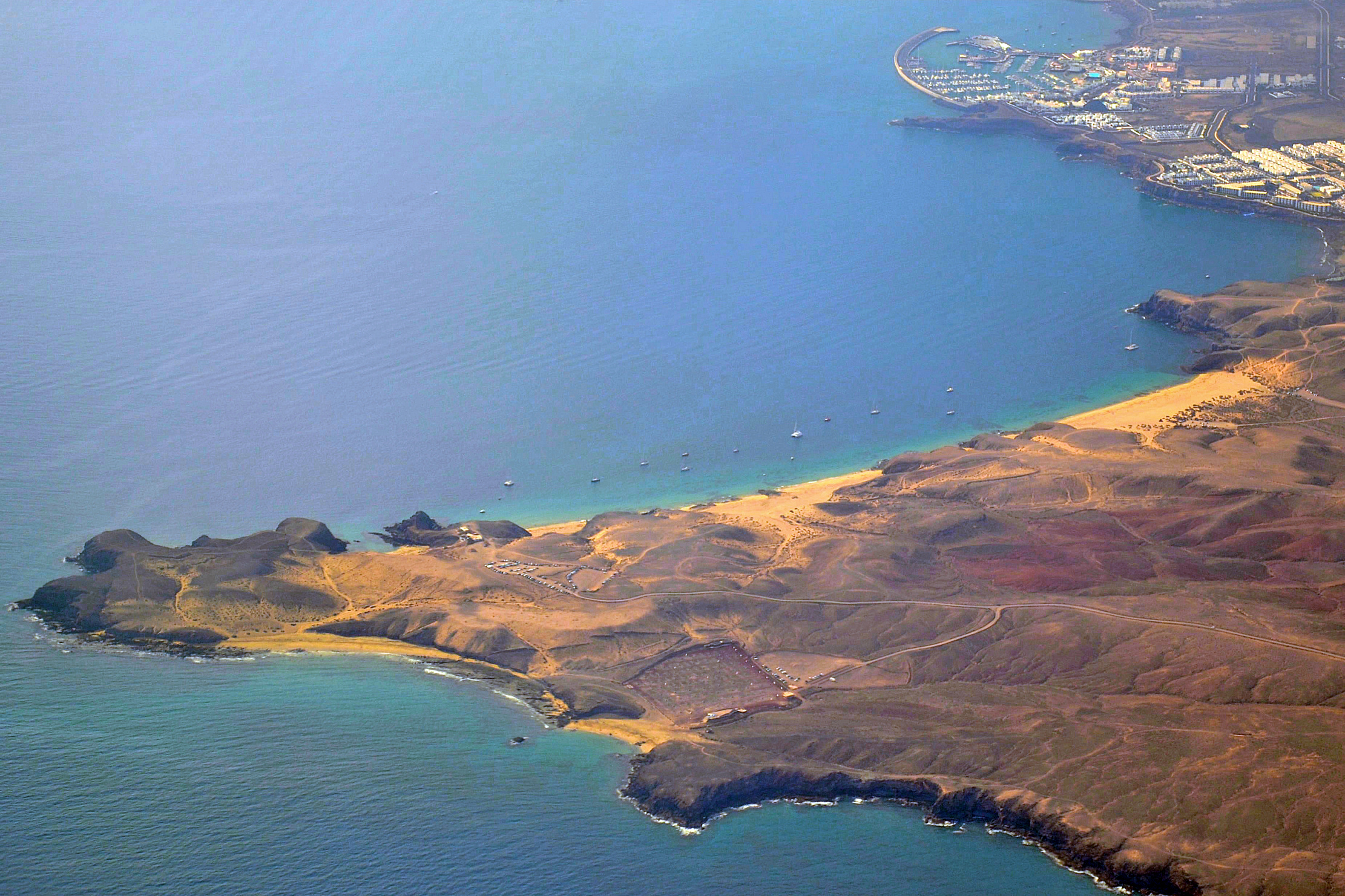
Spiagge del Papagayo

Il Papagayo (in spagnolo: Playas de Papagayo) sono una serie di spiagge situate sulla Costa del Rubicon, nel sud dell'isola di Lanzarote. Le spiagge sono situate pochi chilometri ad est del centro turistico di Playa Blanca. Questa zona ha avuto un ruolo importante durante la conquista dell'isola nel corso del XV secolo.

## Spiagge
La zona si compone di sette spiagge distinte di dimensioni variabili tra i 100 e i 400 metri di lunghezza. Sono spiagge di sabbia bianca separate da rocce naturali di pietra lavica e sono perfette per la balneazione. Le spiagge sono chiamate (da ovest verso est): Playa de Afe, Playa de Mujeres, Playa del Pozo, Playa de la Cera, Playa de Papagayo, Caleta del Congrio e Playa de Puerto Muelas.
Nelle immediate vicinanze della Playa del Pozo sorgeva il primo accampamento costruito dagli europei, nel 1402, e la prima chiesa dell'arcipelago canario i cui resti sono ancora visibili. Alcune spiagge della zona sono frequentate da nudisti. Nel 1966 sulle spiagge del Papagayo sono state girate alcune scene del film Un milione di anni fa, con Raquel Welch.

## Accessibilità
Le spiagge sono facilmente raggiungibili in auto tramite una strada sterrata a pedaggio (3 euro) ma sono altrettanto facilmente raggiungibili anche a piedi o in bicicletta da Playa Blanca. Nei pressi della Playa de Puerto Muelas c'è un piccolo campeggio normalmente aperto da maggio ad ottobre.